# Anselme Brusa
Plinio Anselme Brusa (27 de agosto de 1899-24 de julio de 1969) fue un deportista francés que compitió en remo.
Participó en los Juegos Olímpicos de Los Ángeles 1932, obteniendo una medalla de bronce en la prueba de dos con timonel. Ganó una medalla de oro en el Campeonato Europeo de Remo de 1931.

## Palmarés internacional
| Juegos Olímpicos   | Juegos Olímpicos             | Juegos Olímpicos  | Juegos Olímpicos |
| Año                | Lugar                        | Medalla           | Prueba           |
| ------------------ | ---------------------------- | ----------------- | ---------------- |
| 1932               | Los Ángeles (Estados Unidos) | Medalla de bronce | Dos con timonel  |
| Campeonato Europeo |                              |                   |                  |
| Año                | Lugar                        | Medalla           | Prueba           |
| 1931               | París (Francia)              | Medalla de oro    | Dos con timonel  |